# フランス史会館

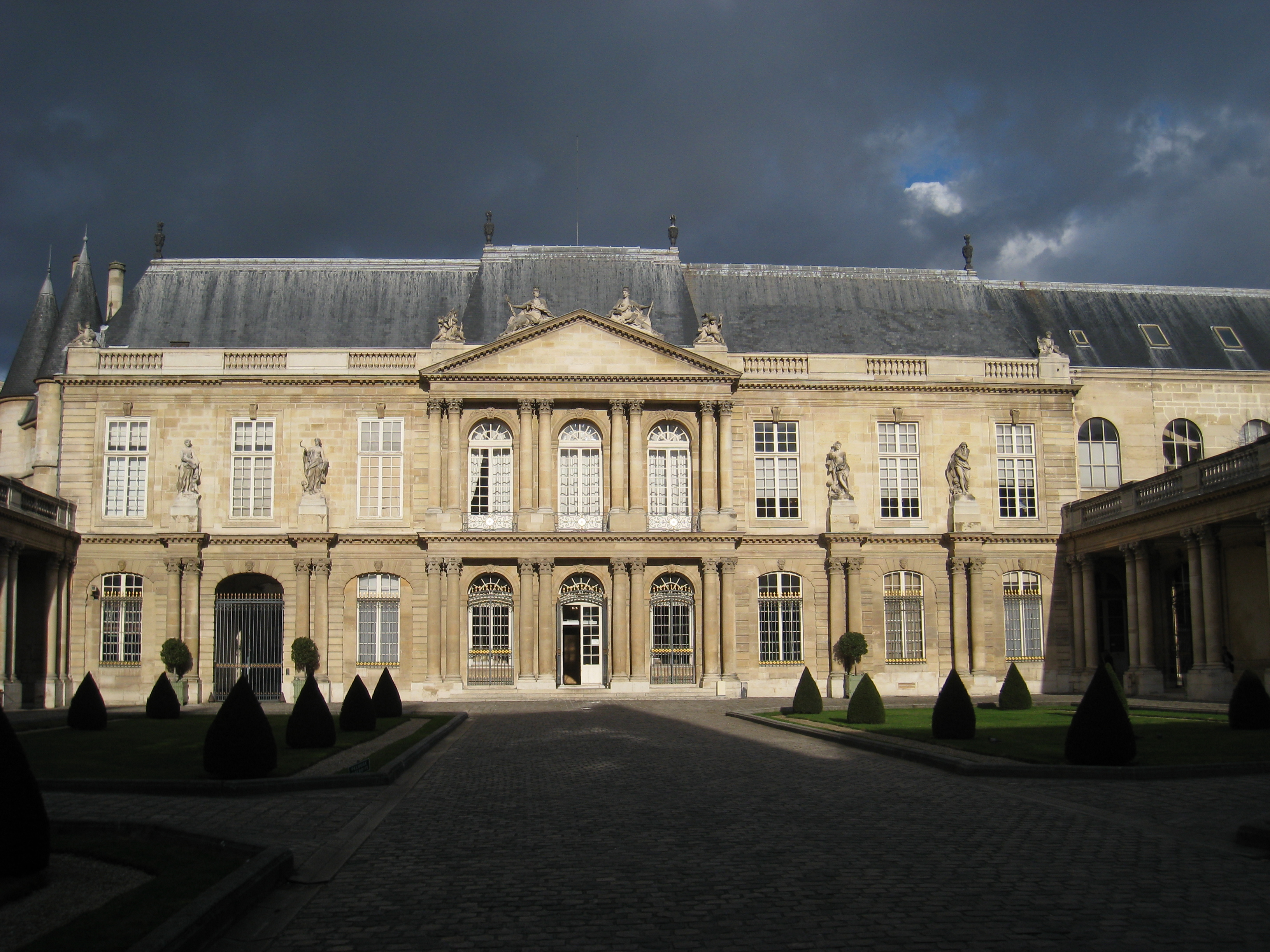

フランス史会館（Maison de l'Histoire de France）は、パリに所在する公立機関である。2012年1月に行政的公施設法人になり、フランス史に関する知識を広めることを目指す。運営委員会長はマリヴォーヌ・ドゥ・サン＝ピュルジャン。

## 参考
1. ↑  2011年12月22日の第2011-1928法令により